# Marek Cichosz
Marek Cichosz (* 9. Juni 1979; † 13. Mai 2012 in Borzytuchom, Polen) war ein polnischer Cyclocrossfahrer.
Marek Cichosz wurde 2001 polnischer Cyclocrossmeister in der U23-Klasse, nachdem er die Jahre zuvor zweimal hintereinander Zweiter geworden war. In der Eliteklasse wurde er 2003 Dritter, gewann das Rennen 2006 und verteidigte seinen Titel im folgenden Jahr. Bei den Militär-Weltmeisterschaften 2007 gewann er die Bronzemedaille. Seit 2008 fuhr Cichosz für das polnische Continental Team Legia-Felt.
Cichosz starb überraschend am  13. Mai 2012, während er der Kommunion seiner Patentochter in einer Kirche beiwohnte.

## Erfolge
2001
- Polnischer Meister (U23)

2006
- Polnischer Meister

2007
- Polnischer Meister

## Teams
- 2008 Legia
- 2009 Legia-Felt
- 2010 Legia-Felt
- 2011 Legia-Felt